# 盧安果 (阿拉巴馬州)
盧安果（英語：Loango）是一個位於美國阿拉巴馬州卡溫頓縣的非建制地區。該地的面積和人口皆未知。

## 地理
盧安果的座標為31°19′47″N 86°48′56″W / 31.32972°N 86.81555°W，而該地最高點為海拔高度96米（即315英尺）。